# Outlandos d’Amour
Outlandos d’Amour – pierwszy album brytyjskiej grupy rockowej The Police wydany w listopadzie 1978 roku.
W 2003 album został sklasyfikowany na 434. miejscu listy 500 albumów wszech czasów magazynu Rolling Stone.

## Lista utworów

### Strona A
| 1. | Next to You     | 2:50  |
|    |                 |       |
| 2. | So Lonely       | 4:49  |
|    |                 |       |
| 3. | Roxanne         | 3:12  |
|    |                 |       |
| 4. | Hole in My Life | 4:52  |
|    |                 |       |
| 5. | Peanuts         | 3:58  |
|    |                 |       |
|    |                 | 19:41 |
|    |                 |       |

### Strona B
| 1. | Can't Stand Losing You | 2:58  |
|    |                        |       |
| 2. | Truth Hits Everybody   | 2:53  |
|    |                        |       |
| 3. | Born in the 50's       | 3:40  |
|    |                        |       |
| 4. | Be My Girl – Sally     | 3:22  |
|    |                        |       |
| 5. | Masoko Tanga           | 5:40  |
|    |                        |       |
|    |                        | 18:33 |
|    |                        |       |

## Notowania
| Rok  | Notowanie            | Poz. |
| ---- | -------------------- | ---- |
| 1979 | UK Albums            | 6    |
| 1979 | Billboard Pop Albums | 23   |
| 1983 | The Billboard 200    | 138  |

### Single
| Rok  | Singel                   | Notowania                 | Poz. |
| ---- | ------------------------ | ------------------------- | ---- |
| 1978 | „Can't Stand Losing You” | UK Singles                | 42   |
| 1979 | „Roxanne”                | UK Singles                | 12   |
| 1979 | „Roxanne”                | Billboard Pop Singles     | 32   |
| 1979 | „Can't Stand Losing You” | UK Singles                | 2    |
| 1979 | „So Lonely”              | UK Singles                | 6    |
| 1982 | „Roxanne”                | Billboard Mainstream Rock | 28   |

## Skład
- Sting – gitara basowa, główny wokal,  wokal wspierający, (harmonijka w utworze „So Lonely”)
- Andy Summers – gitara, (pianino w utworach „Sally” i „Dead End Job”)
- Stewart Copeland – perkusja, wokal wspierający
- Joe Sinclair – pianino w utworach „Hole in My Life” i „Masoko Tanga"
- Nigel Gray i Chris Gray – inżynierzy dźwięku